# Аккадія (муніципалітет)
Аккадія (італ. Accadia) — муніципалітет в Італії, у регіоні Апулія,  провінція Фоджа.
Аккадія розташована на відстані близько 260 км на схід від Рима, 130 км на захід від Барі, 39 км на південний захід від Фоджі.
Населення — 2402 особи (2014).

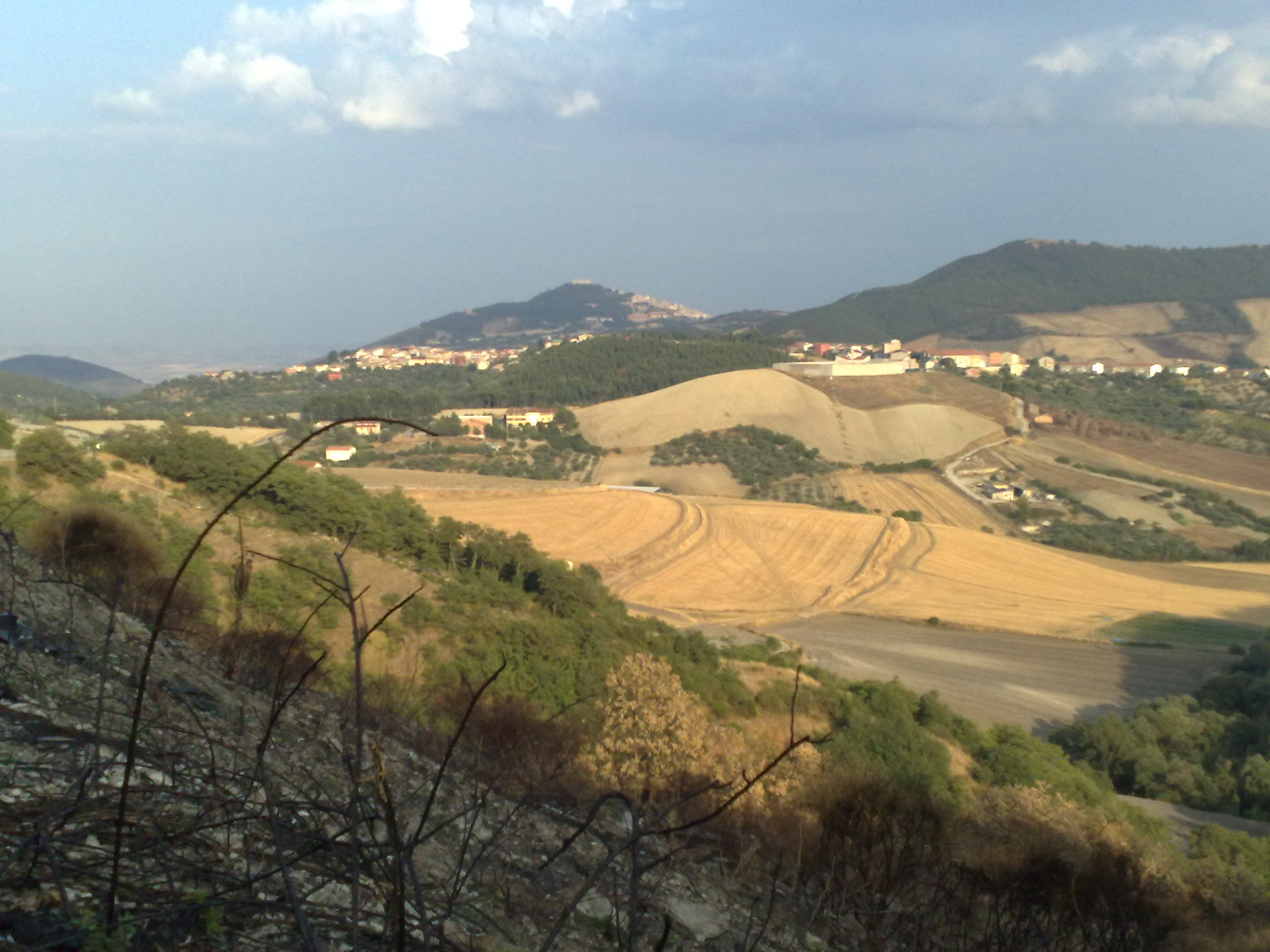

Щорічний фестиваль відбувається 20 січня — 21 серпня. Покровитель — San Sebastiano.

## Демографія
Населення за роками:

Станом на 1 січня 2023 року в муніципалітеті офіційно проживали 134 іноземці з 16 країн, серед них 67 громадян країн Євросоюзу та 16 громадян України.

## Клімат
| Місяці                    | Місяці | Місяці | Місяці  | Місяці | Місяці | Місяці | Місяці  | Місяці  | Місяці  | Місяці | Місяці | Місяці | Пора | Пора | Пора | Пора | Рік  |
| Місяці                    | Січ    | Лют    | Бер     | Кві    | Тра    | Чер    | Лип     | Сер     | Вер     | Жов    | Лис    | Гру    | Зим  | Вес  | Літ  | Осі  | Рік  |
| ------------------------- | ------ | ------ | ------- | ------ | ------ | ------ | ------- | ------- | ------- | ------ | ------ | ------ | ---- | ---- | ---- | ---- | ---- |
| Темп. макс. (°C)          | 8.1    | 9.2    | 12      | 16.1   | 21     | 25.4   | 28.4    | 28.6    | 24.3    | 18.6   | 13.3   | 9.8    | 9    | 16.4 | 27.5 | 18.7 | 17.9 |
| Темп. сер. (°C)           | 5      | 5.7    | 8       | 11.4   | 15.8   | 19.9   | 22.6    | 22.8    | 19.3    | 14.5   | 9.9    | 6.7    | 5.8  | 11.7 | 21.8 | 14.6 | 13.5 |
| Темп. мін. (°C)           | 2      | 2.2    | 4       | 6.7    | 10.6   | 14.4   | 16.9    | 17.1    | 14.3    | 10.5   | 6.5    | 3.6    | 2.6  | 7.1  | 16.1 | 10.4 | 9.1  |
| Опади (мм)                | 69     | 62     | 57      | 54     | 44     | 34     | 26      | 31      | 50      | 75     | 84     | 78     | 209  | 155  | 91   | 209  | 664  |
| Дні опадів (≥ 1 мм)       | 11     | 10     | 9       | 9      | 6      | 4      | 2       | 3       | 6       | 8      | 11     | 11     | 32   | 24   | 9    | 25   | 90   |
| Морозні дні (Tmin ≤ 0 °C) | 9      | 8      | 3       | 1      | 0      | 0      | 0       | 0       | 0       | 1      | 3      | 5      | 22   | 4    | 0    | 4    | 30   |
| Вологість повітря (%)     | 79.9   | 78.7   | 76      | 72.7   | 71     | 67.6   | 62.8    | 63.9    | 70.5    | 76.5   | 79.6   | 80.2   | 79.6 | 73.2 | 64.8 | 75.5 | 73.3 |
| Роза вітрів (Вузлів)      | N 4.8  | NNW 5  | NNW 4.6 | N 4.3  | E 3.8  | S 3.6  | SSW 3.6 | SSW 3.5 | SSE 3.5 | E 3.8  | E 4.4  | N 4.8  | 4.9  | 4.2  | 3.6  | 3.9  | 4.1  |

## Сусідні муніципалітети
- Бовіно
- Делічето
- Монтелеоне-ді-Пулья
- Панні
- Сант'Агата-ді-Пулья